# Institut Meteorològic de Noruega
L'Institut Meteorològic de Noruega (en noruec: Meteorologisk institutt), també conegut com el Tracte D'economia de Noruega, és l'institut nacional de Noruega que ofereix el pronòstic del temps. Les seves tres oficines principals estan ubicades a Oslo, Bergen i Tromsø. MET Noruega té al voltant de 500 empleats i uns 650 observadors a temps parcial a tot el país. També navegava l'últim vaixell del temps que queda al món, MS Polarfront, estacionat a l'Atlàntic Nord, fins que es va suspendre a causa de qüestions pressupostàries l'1 de gener de 2010 i reemplaçat per satèl·lit i boia de dades.
L'institut va ser fundat el 1r de desembre de 1866 amb l'ajuda de l'astrònom i meteoròleg noruec Henrik Mohn que va servir com el seu director fins a 1913. Se li atribueix la fundació d'investigació meteorològica a Noruega.
L'institut representa Noruega a les organitzacions internacionals com l'Organització Meteorològica Mundial (OMM), el Centre Europeu de Previsions Meteorològiques a Termini Mitjà (ECMWF), i EUMETSAT. L'Institut és també soci d'una sèrie de projectes internacionals de recerca i seguiment, inclosos EMEP, MyOcean, MYWAVE i el Sistema Oceanogràfic Operacional del Nord West Shelf (NOOS).